# Радченко, Виктор Алексеевич
Ви́ктор Алексе́евич Ра́дченко (род. 11 мая 1968) — советский и украинский легкоатлет, специалист по многоборьям. Выступал за сборные СССР, СНГ и Украины по лёгкой атлетике в начале 1990-х годов, чемпион СССР, победитель Спартакиады народов СССР, участник летних Олимпийских игр в Барселоне.

## Биография
Виктор Радченко родился 11 мая 1968 года. Представлял Украинскую ССР и город Львов.
Впервые заявил о себе на взрослом всесоюзном уровне в сезоне 1991 года, когда на чемпионате страны в рамках X летней Спартакиады народов СССР в Киеве одержал победу в программе десятиборья. Попал в состав советской национальной сборной, был заявлен на чемпионат мира в Токио, однако в итоге на старт здесь не вышел.
В 1992 году стал седьмым на международных соревнованиях Hypo-Meeting в Австрии, выиграл бронзовую медаль на чемпионате СНГ в Москве, вошёл в состав Объединённой команды, собранной из спортсменов бывших советских республик для участия в летних Олимпийских играх в Барселоне. На Играх набрал в сумме десятиборья 8071 очко, установив тем самым личный рекорд в данной дисциплине, и расположился в итоговом протоколе соревнований на 12-й строке.
После барселонской Олимпиады Радченко ещё в течение некоторого времени оставался в составе легкоатлетической команды Украины и продолжал принимать участие в различных международных стартах. Так, на Hypo-Meeting 1993 года он с результатом в 7691 очко занял 15-е место.